# Solo Moto
Solo Moto (escrit normalment SOLO MOTO, en majúscules) fou una revista d'informació general sobre la motocicleta que editava en castellà a l'Hospitalet de Llobregat l'empresa RPM Racing SL. Fundada el 1975 a Barcelona pels germans Josep Maria i Jaume Alguersuari, dos experts en fotografia, periodisme i motociclisme, Solo Moto fou una de les publicacions de referència internacional sobre aquest àmbit i esdevingué membre fundador de la SWA, Supertest World Association, la principal associació mundial de revistes de motos, integrada entre altres per Moto Revue, Due Ruote, Bike i Moto Sport Schweiz.
Des de finals del 2023, en què Solo Moto es va unir amb Mundo Deportivo, la revista està disponible únicament en línia dins el web del diari esportiu i a les xarxes socials.

## Història
El primer número de la revista Solo Moto, aparegut el 14 de març de 1975, costava 40 pts (24 cèntims d'euro) i a la portada s'hi veia una imatge de Min Grau, inclinant la Norton Commando 750 en un revolt en una cursa a Castelló de la Plana. Al moment de la seva aparició, l'única publicació similar existent a l'estat espanyol era la madrilenya Motociclismo, revista mensual en blanc i negre amb molts anys d'història al darrere. L'aparició de Solo Moto, quinzenal i amb força pàgines en color, representà una important innovació en el seu moment i aviat la revista prengué el lideratge del sector, situació que es mantenia a data del 2013 (la competència sovint va anar seguint les seves iniciatives). El març de 1976, Solo Moto canvià la seva periodicitat i esdevingué setmanal.

Entrada del Trial Indoor Solo Moto de 1982 (cinquena edició de l'esdeveniment)

En crear la revista, els Alguersuari cercaren una editorial que els la publiqués, recaient l'elecció en la barcelonina Garbo Editorial (ja desapareguda), amb seu a la Plaça Castella de Barcelona. Sota la direcció de Jaume Alguersuari, Garbo edità Solo Moto de 1975 a 1978, moment en què l'empresa feu fallida. Durant el nadal d'aquell any, Alguersuari i el seu equip s'instal·laren al número 95 de l'Avinguda de Madrid de Barcelona i fundaren la societat Publimotor, S.A., incorporant-hi dos directius de la fallida Garbo Editorial a fi de poder mantenir legalment el nom de «Solo Moto». Dos anys més tard, a la fi de 1980, l'empresa distribuïdora també tancà i els autors de la revista decidiren prendre les regnes del negoci en solitari, iniciant a partir del número 269 (del 15 de gener de 1981) allò que anomenaren "segona època" de la revista. En aquells moments, el Solo Moto costava 90 pts (0,54 €) i tenia un tiratge de 41.000 exemplars setmanals, amb una difusió real de 26.437, superant àmpliament a la competència. Si inicialment els exemplars impresos d'ençà d'aleshores indicaven que l'editor era Jaime Alguersuari, ben aviat aquest nom canvià pel d'Alesport, S.A., empresa que iniciava així una singladura que va durar fins al 2016, en què fou adquirida pel conglomerat japonès de publicitat Dentsu Aegis Network.
L'any 1983, Solo Moto tornà a reinventar-se tot esdevenint d'ençà de l'11 de gener una mena de diari setmanal (en paper de diari i format apaïsat de periòdic), passant a anomenar-se Solo Moto Actual. La principal millora de l'Actual és que passava a aparèixer el dimarts, mentre que fins aleshores la revista sortia el divendres, quan gairebé feia una setmana que s'havien corregut les curses. Com a complement, Alesport tragué al mercat el Solo Moto Treinta, suplement mensual en format de revista de qualitat. A data del 2013, el Solo Moto 30 era la revista mensual del món amb major audiència dins del seu segment.
L'etapa del Solo Moto Actual durà uns quants anys fins que es tornà al format clàssic de revista, ara un altre cop amb el nom actualment vigent de Solo Moto. Com a publicacions complementàries, l'editorial creà a mitjan dècada de 1990 la revista Solo Scooter dedicada al món de l'escúter, i l'any 2000 llançà el Solo Moto Off Road, especialitzada en el fora d'asfalt (especialment motocròs, trial, enduro i raids).
El 2009, en ple auge d'Internet, Alesport llançà el portal solomoto.es, el qual es mantingué actiu fins a la fusió de la revista amb Mundo Deportivo el 2023. Des d'aleshores, la URL redirigeix a l'espai propi del Solo Moto dins el web del diari esportiu (mundodeportivo.com).

### Dècada del 2010
A començaments del 2013 la revista tornà a experimentar un canvi de rumb, esdevenint un altre cop quinzenal (tal com era en aparèixer, el 1975), empesa pels canvis d'hàbits del consumidor introduïts per internet i les xarxes socials. A partir del març d'aquell any, aquest canvi de periodicitat anà acompanyat d'una millora i potenciació del web de la revista.
Segons estudis de l'EGM per al període d'octubre del 2010 a maig del 2011, el perfil del lector de la revista Solo Moto era el següent:
- Sexe: 
  - Homes: 85,7%
  - Dones: 14,3%
- Classe social:
  - Mitjana: 43,8%
  - Mitjana alta: 24,8%
- Edat: 
  - 25 a 34 anys: 22,3%
  - 35 a 44 anys: 25,5%
  - 45 a 54 anys: 24,2%

El juny del 2015 es va celebrar el 40è aniversari de la revista amb una gala al Palau Robert de Barcelona.

### Final de la revista
Al setembre del 2023 va aparèixer el darrer exemplar imprès de la revista, amb el número 2090. Poc després, al desembre, es va fer públic que Solo Moto s'havia unit amb Mundo Deportivo i que tots els redactors i la infraestructura de la revista s'havien integrat a la de l'històric diari esportiu barceloní. Des d'aleshores, Solo Moto està disponible únicament en línia, bé com a subapartat dins el web del Mundo Deportivo o bé a les xarxes socials.
El mes de març de 2025 va sortir a la venda un llibre commemoratiu del 50è aniversari de la revista (1975-2025) en què es recull la història de la publicació i del motociclisme en general durant aquest període.

## Iniciatives

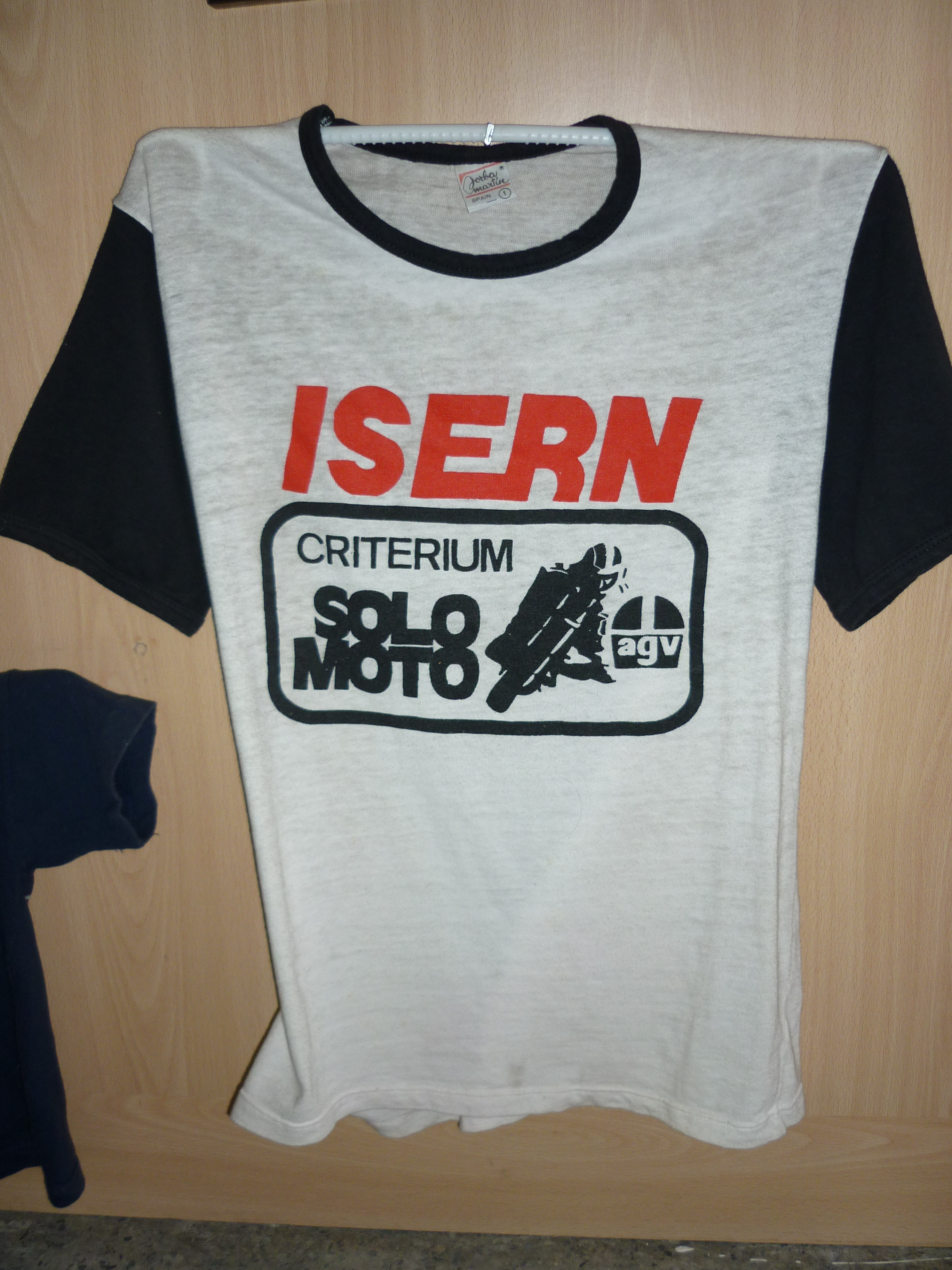
Samarreta promocional del "Critèrium Solo Moto", dels volts de 1985

Paral·lelament al seu creixement, Solo Moto anà ideant iniciatives promocionals que tingueren molt de ressò, des dels primers adhesius que edità ja el 1975, amb la silueta d'un pilot inclinat en un revolt i el lema «Piloto Solo Moto» (dels quals en circularen a milers) fins al concurs del "Pilot de l'Any", en què els lectors escollien per votació el millor pilot de la temporada. Amb motiu del lliurament de premis d'aquest concurs, Jaume Alguersuari ideà el 1978 el primer Trial Indoor Solo Moto, tot un èxit organitzatiu i esportiu que ha arribat als nostres dies amb el nom de Trial Indoor de Barcelona.
Més tard sorgirien altres iniciatives de ressò, com ara el Critèrium Solo Moto, el Superprestigio i molts altres esdeveniments. fins a arribar als darrers Enduro Indoor de Barcelona o Freestyle Masters MX Barcelona, organitzats aquests ja per RPM Racing, l'empresa creada per Alguersuari destinada exclusivament a aquests afers.
Entre les moltes iniciatives que va endegar la revista, doncs, cal esmentar aquestes:
- Pilot de l'any (1975 - 2012)
- Trial Indoor Solo Moto (des de 1978)
- Critèrium Solo Moto, al circuit de Calafat i altres (1978, 1985 - 1989)[21]
- Superprestigio Internacional Solo Moto, al circuit de Calafat i altres (1979 - 1996)[22]
- Motogel al Palau de Gel (cap a 1979)
- Mototerra a Corbera de Llobregat (cap a 1980)
- Dirt Track a Barcelona, prop de la Diagonal (1979 - 1981)

### Grup editorial
Durant bona part de la seva història, Solo Moto l'editava la societat Alesport S.A., integrada al Grup Alesport, una societat fundada i liderada per Jaume Alguersuari. La revista fou l'embrió d'un potent grup empresarial dedicat a l'edició de nombroses publicacions i a l'organització d'esdeveniments esportius. Al llarg del temps, Solo Moto anà originant publicacions complementàries, de manera que, durant anys, Alesport edità també les revistes Solo Moto 30, Solo Moto OffRoad i Solo Scooter, a banda de moltes altres dedicades al món de l'automòbil (el 1983 aparegué el mensual Solo Auto), la bicicleta i esports diversos.
Solo Moto tenia a data del 2013 un tiratge de 16.899 exemplars i una audiència estimada de 167.000 lectors, essent un referent internacional sobre tot allò relacionat amb la moto, tant des del vessant tècnic com esportiu.
El 4 de febrer del 2016 es va anunciar que Dentsu Aegis Network havia comprat el 100% d'Alesport. Inicialment, Jaume Alguersuari continuà al capdavant de la direcció del negoci en companyia de Joan Porcar i Carlos Martín.

### RPM Racing
Ja des de la seva empresa RPM Racing, Alguersuari va organitzar moltes altres proves motociclistes i de diverses modalitats esportives. Entre les primeres, cal esmentar:
- Supercross de Barcelona (1990 - 2008)
- Open Ducados (1993 - 1997)
- Enduro Indoor de Barcelona (des de 2000)
- Desafío Solo Moto OffRoad (dècada de 2000)
- Freestyle Masters MX Barcelona (des de 2004)
- Etapa barcelonina del Ral·li Dakar (2005)
- Superprestigio Dirt Track (des de 2014)

## Continguts
Des del moment de la seva fundació, Solo Moto destacà pels seus continguts innovadors i pel seu esperit crític. Un dels aspectes més acurats de la revista va ser sempre el gràfic, havent comptat sempre amb fotògrafs de prestigi (especialment el mateix Josep Maria Alguersuari, i inicialment el seu pare Francesc), així com l'esportiu: Solo Moto fou pionera durant la dècada de 1970 en el seguiment exhaustiu dels campionats mundials de les principals disciplines (velocitat, trial, motocròs i enduro), tasca a la qual hi dedicava periodistes especialitzats en exclusiva, complementats per una àmplia xarxa de corresponsals.
Finalment, Solo Moto va donar sempre gran importància al vessant tècnic de la moto, realitzant exhaustives proves ("assajos") dels nous models que van apareixent, així com comparatives i tota mena d'estudis monogràfics. Per a aquesta tasca, comptava amb tècnics en la matèria i provadors experts en cada modalitat, molts dels quals pilots en actiu o retirats.
Pel que fa al nombre de pàgines, la revista el va anar augmentat al llarg dels anys, passant de les 54 que tenia cap a 1976 a les 66 de 1979, fins a arribar a les 98 que tenia cap al 2013.

### Seccions
Al llarg dels anys, Solo Moto va comptar amb nombroses seccions fixes, moltes de les quals van anar desapareixent. Cal esmentar-ne aquestes:
- Inicials:
  - Resum del cap de setmana
  - «Objetivo indiscreto» (curiositats diverses)
  - «A la carga» i «La picota» (articles d'opinió)
  - Pòster central
  - «Solo Moto Stars» (entrevista a un pilot destacat)
  - Acudit setmanal (tipus còmic, obra del dibuixant Xavier Soler)
  - «La motocicleta española a través del tiempo» (obra de Francisco Herreros)[28]
  - «Solo Técnica» (reportatges sobre tecnologia de la motocicleta obra d'experts de prestigi, entre els quals Antonio Cobas)
  - «Tus ensayos» (proves de motocicletes enviades pels lectors)
  - «Solo Calendario» (calendari de competicions)
  - Resum de competicions estatals
- Més duradores:
  - Actualitat
  - Entrevistes
  - Assajos i presentacions de motocicletes
  - «Precios» (preus de venda de models nous, antigament anomenada «La Bolsa de la moto»)
  - «Mercado de ocasión» (compravenda de motocicletes i recanvis)
  - «Consultorio» (contacte amb els lectors, antigament anomenada «Solo Moto contesta»)
  - «Equipamiento» (suggeriments diversos de productes per al motociclista)
  - «Solo Ruta» (reportatges de viatges)

### Altres publicacions

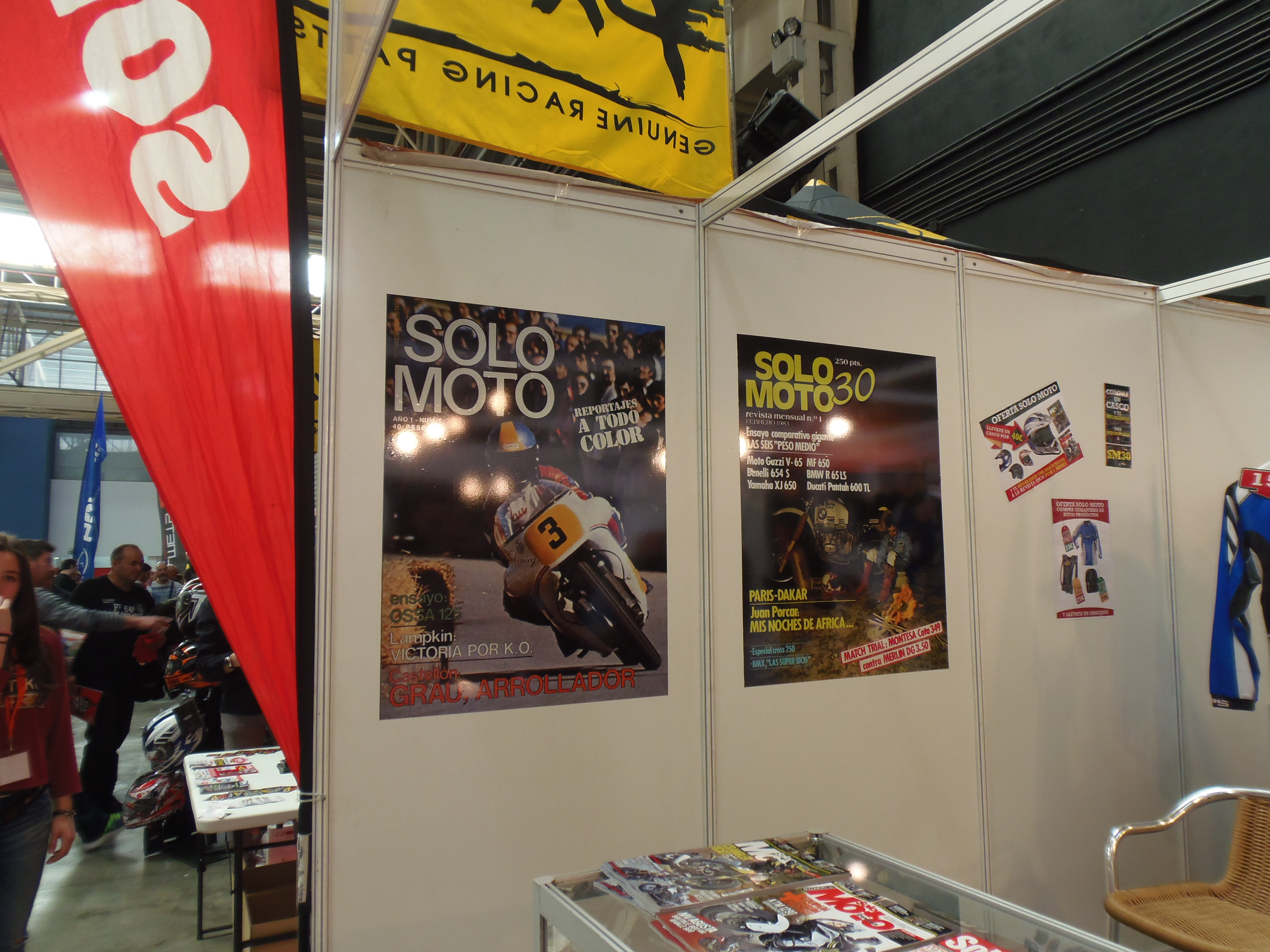
Estand de la revista Solo Moto al Saló BCN Moto del 2015

- Solo Moto 30
- Solo Moto OffRoad
- Solo Scooter

### Especials
Al llarg dels anys, Solo Moto va treure al mercat nombrosos números especials. Per esmentar-ne alguns:
- «El año Solo Moto», resum de la temporada motociclista (1977, 1979, 1981, 1982, etc.)
- «El campeonato del mundo de velocidad» (Solo Moto Grand Prix 88, Solo Moto Grand Prix 89 i altres)
- «El año de la gloria» (1988), «El año de los héroes» (1989), etc. Vídeos de resum del mundial de velocitat
- Catàlegs de models de motocicletes

## Equip de redacció
Entre els molts periodistes i tècnics que van col·laborar amb la revista, cal esmentar aquests (entre parèntesis, la modalitat en què més van treballar):
- Jaume Alguersuari (velocitat)
- Josep Maria Alguersuari (fotografia)
- Dennis Noyes (velocitat)
- Bruno Gorina (carretera)
- Joan Porcar (carretera)
- Joan G. Luque (trial)
- Eduard Rubio[a] (motocròs i enduro)
- Joan Ventura (motocròs)
- Santi Roig (enduro)
- Francisco Herreros (monogràfics històrics)

1. ↑  Fill d'Enrique Rubio.

A més a més, inicialment la revista comptà amb col·laboradors provinents d'empreses fabricants, entre ells:
- Jordi Permanyer (fora d'asfalt internacional)
- Jaume Pahissa (acudits gràfics)
- Paco Tombas (tècnica i competició)

D'entre els molts pilots que va contractar la revista com a especialistes en assajos de models de motocicleta, anomenats "Pilotos Solo Moto", cal destacar-ne aquests:
- Benjamí Grau (carretera)
- Quique de Juan (carretera)
- Ignasi Bultó (enduro i motocròs)
- Jordi Permanyer (trial)
- Manuel Soler (trial)
- Carles Mas (enduro i motocròs)
- Ferran Gil (enduro)
- Luis Miguel Reyes (cap del departament de proves)
- David Cobos (trial)

### Redacció als anys 70

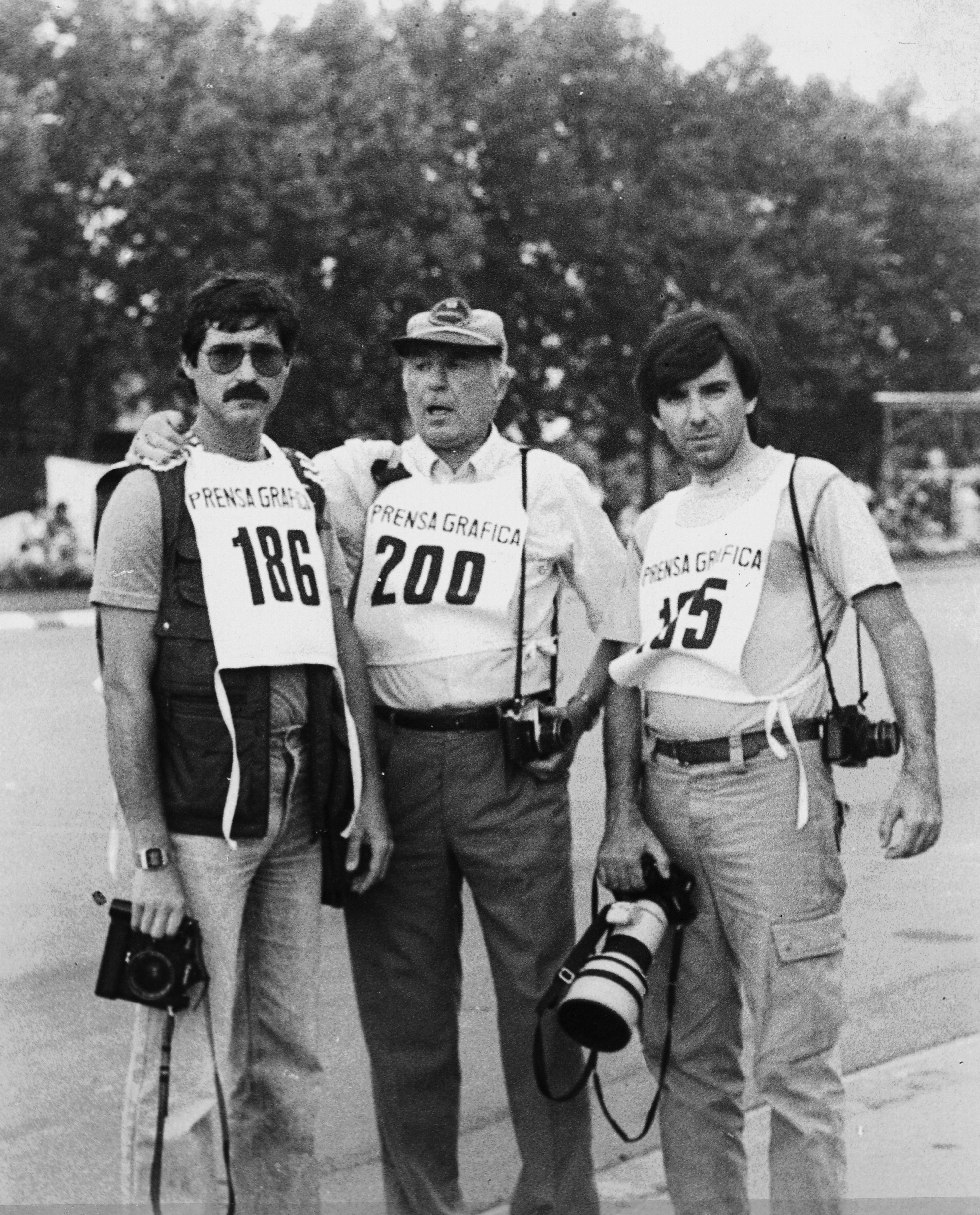
D'esquerra a dreta: Josep Maria, Francesc i Jaume Alguersuari a mitjan dècada de 1970

El 1976, l'equip de redacció el formaven aquestes persones:
- Director executiu: Jaume Alguersuari
- Director periodista: Angel Cuevas Martos
- Redactor en cap: Joan Garcia Luque
- Secretària de redacció: Georgina Nadal
- Redacció:
  - Eduard Rubio
  - Antoni Bellver
- Redactors gràfics:
  - Francesc Alguersuari
  - Josep Maria Alguersuari
- Col·laboradors:
  - Pau Cabestany
  - Carles Garriga
  - Juan Manuel Galán
  - Xavier Soler
  - Rafael Calonge
  - Bruno Gorina
  - Antonio Cobas
  - Santi Roig

### Redacció a la dècada del 2010
El 2012, l'equip de redacció el formaven aquestes persones:
- Director: Manuel Pecino
- Director de continguts: Antonio Regidor
- Director adjunt: Isidro López
- Redactor en cap: Carlos Rufas
- Cap de proves: Lluís Morales
- Redacció:
  - Eduard Parellada
  - Jordi Aymamí
  - Jordi Mondelo
- Redactors gràfics:
  - Asensi Carricondo
  - Santi Díaz
- Documentació i arxiu: Elisa Vila
- Correcció: Isabel Diaz

### Redacció a la dècada del 2020
El 2021, l'equip de redacció el formaven aquestes persones:
- Director Editorial: Eduard Parellada
- Editor Motor: Jordi Mondelo
- Director: Antonio Regidor
- Cap de proves: Alfons Sánchez
- Redacció: Jordi Aymamí